# فیزیک محافظت از پرتو

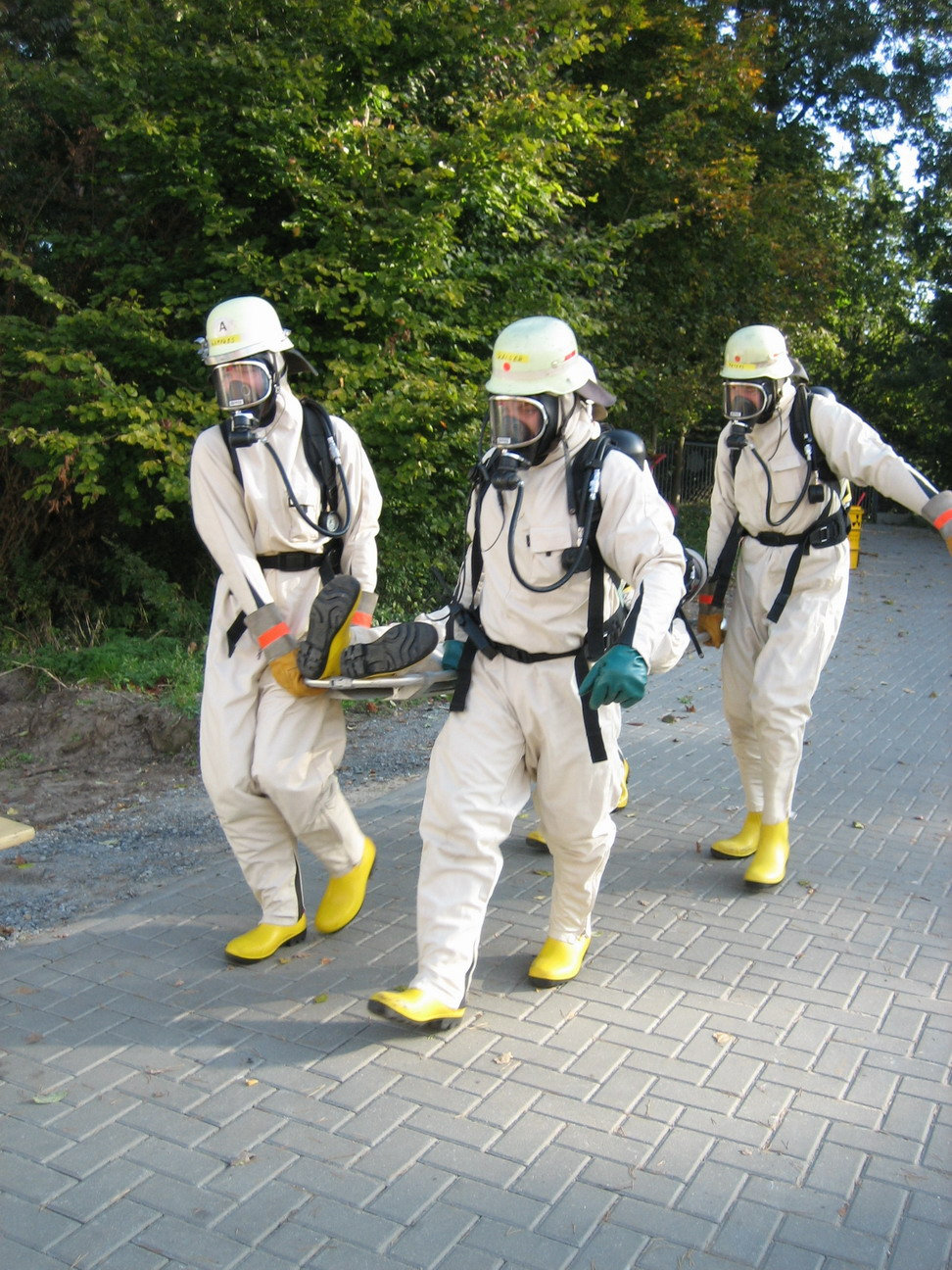
تخصص ویژه فیزیک بهداشت موضوعات محافظت از پرتو است.

فیزیک بهداشت (به انگلیسی: Health Physics) یا فیزیک محافظت از پرتو یا گاهی بهداشت پرتوی، شاخه‌ای از فیزیک پزشکی است که با حفاظت افراد و جوامع، پرتوکاران و محیط زیست در برابر آثار زیانبار پرتوهای یونیزان و غیر یونیزان تحت نظارت قوانین و مقررات سر و کار دارد.
متخصص فیزیک بهداشت در این زمینه مسئول جوانب حفاظتی-بهداشتی در طراحی فرایند ها، تجهیزات، و آزمایشگاه‌هایی که از منابع پرتوی و ضایعات هسته ای استفاده می‌کنند می‌باشد به‌طوری‌که تابش پرتو وارده به افراد و پرسنل کمینه گشته و همواره در حد قابل قبول باشد. وی نیز بایستی در هر حال این محیط‌ها را زیر سنجش داشته باشد تا از وضعیت فوق در تمام حالات اطمینان خاطر داشته باشد. اگر این شرایط بنا به هر دلیلی اغماض گردند، وی بایستی ارزیابی و توصیه‌های لازم را برای رفع هر چه سریع تر سانحه ارائه بنماید.
جوانب علمی و مهندسی فیزیک بهداشت عموماً با این فعالیت‌ها سر و کار دارند:
- دزیمتری و سنجش فیزیکی پرتوها و مواد پرتوزای متفاوت.
- برقراری روابط کمی بین تابش پرتو [پانویس ۲] و خسارات زیستی[پانویس ۳].
- پخش و حرکت رادیواکتیویته در محیط زسیت.
- طراحی و محاسبات جوانب حفاظتی [پانویس ۴] تجهیزات، فرایند ها، و محیط‌های مناسب رادیولوژیکی.

## پیشینه

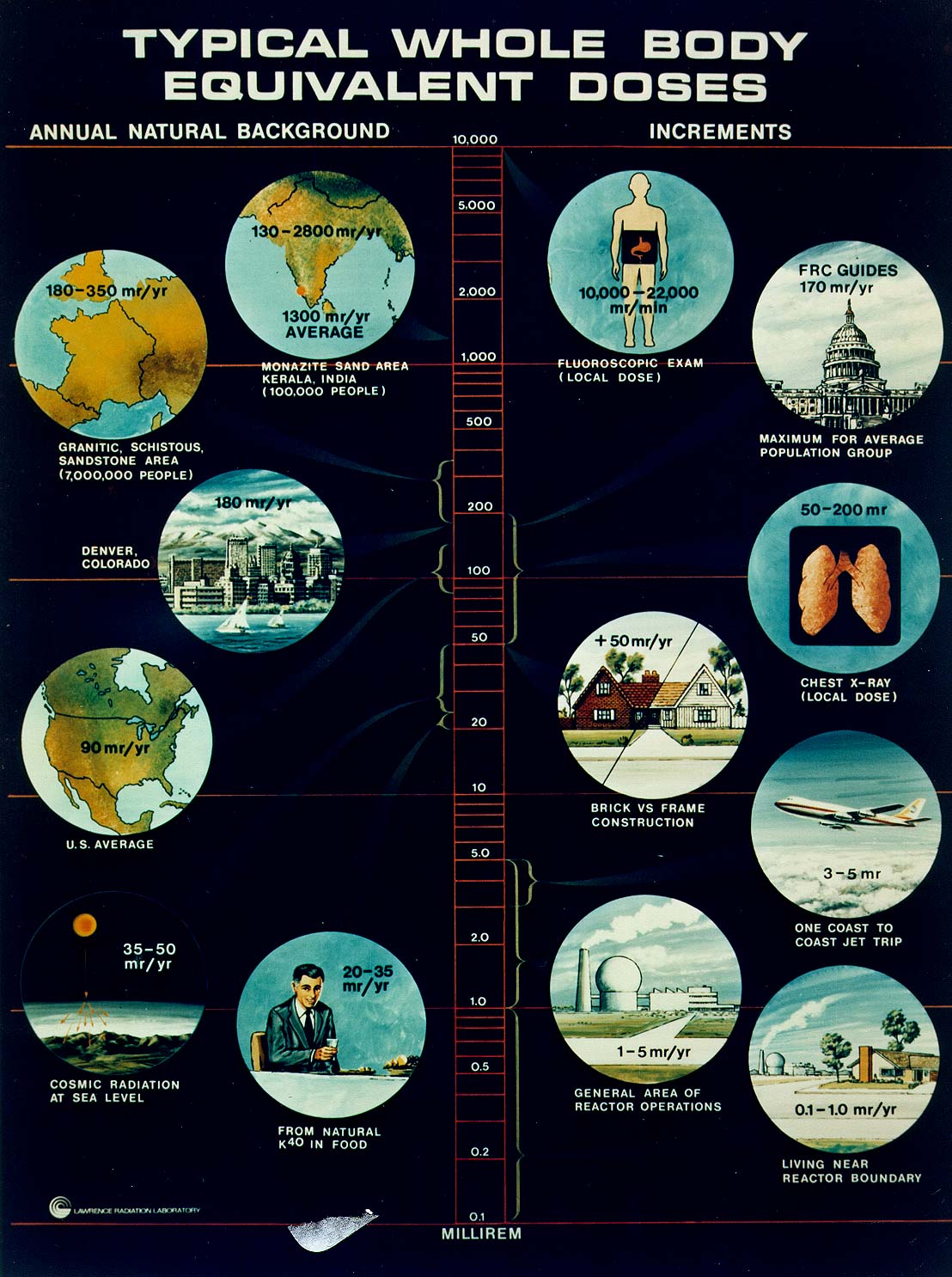

این رشته در سال ۱۸۹۸ میلادی با تشکیل کمیته‌ای از سوی موسسه رادیولوژی بریتانیا تأسیس شد که هدفش بررسی مصدومیت‌ها و خسارات ناشی از تشعشعات پرتوهای ایکس بود.

## جوانب اشتغالی
متخصص فیزیک بهداشت در کشورهای غربی معمولاً در دانشگاه‌ها و بیمارستانها بسیار دیده می‌شوند، که این افراد به «مامور سلامت پرتوی» معروفند. در امریکای شمالی معمولاً این افراد باید دارای مجوز بورد فیزیک بهداشت باشند که در اینصورت به نام آن‌ها پسوند CHP یا همان Certified Health Physicist اضافه می‌شود که نشان از تخصص فرد در زمینه کار خود می‌باشد. بورد مذکور می‌تواند از سازمان‌هایی همچون American Board of Health Physics یا American Board of Medical Physics به فرد داده شود.
شرح مفصل وظایف یک مأمور سلامت پرتوی را میتوان در فصل نهم از سند NUREG-1556 متعلق به کمیسیون ساماندهی هسته‌ای ایالات متحده امریکا یافت.